# Phreatia procera
Phreatia procera är en orkidéart som beskrevs av Henry Nicholas Ridley. Phreatia procera ingår i släktet Phreatia och familjen orkidéer. Inga underarter finns listade i Catalogue of Life.